# Toma de Lima (2023)
La Toma de Lima o también llamada Segunda marcha de los Cuatro Suyos fue una movilización popular realizada a nivel nacional en el Perú, especialmente en la capital Lima, planificada para el 19 de enero de 2023. Forma parte de la convulsión social de Perú, como parte de una estrategia de índole política desde el sur del país. Inició con el paro nacional del 19 de enero, que unió Ayacucho, Arequipa, Cusco, Puno, Apurímac, La Libertad y otras regiones previo a la salida de sus coterráneos en Lima, y culminó con la intervención policial a la Universidad Nacional Mayor de San Marcos el 21 de enero, principal bastión de los manifestantes en Lima.

En la primera fecha, la Defensoría del Pueblo informó de que había entre seis y siete mil participantes en Lima. Desde ese día, el gobierno ha reaccionado acusándolos de supuestamente preparar un golpe de Estado civil o una guerra civil, e incluso se los ha comparado con los acontecimientos de la revolución de Trujillo de 1932. Aun así, se produjeron actos de vandalismo tanto dentro como fuera de la capital, que la Policía estimó en unas 2500 personas.

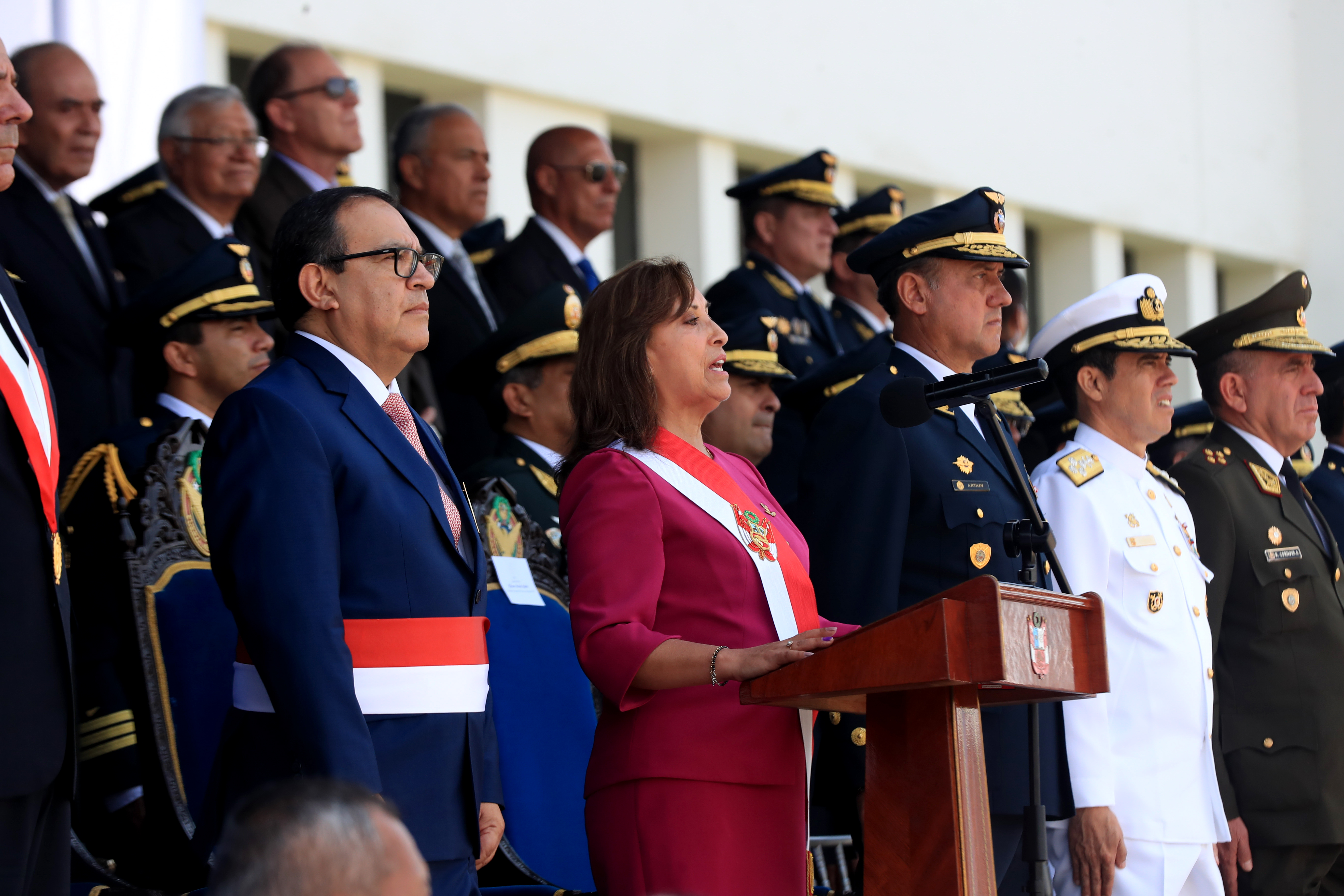
Los manifestantes protestaron contra el gobierno de Dina Boluarte, siendo la principal exigencia la renuncia de la mandataria.

Luego de la Segunda Marcha de los Cuatro Suyos, fue convocada para el 24 de enero otra marcha bajo el nombre de Gran Marcha Nacional. Para el 1 de marzo fue convocada una nueva edición de la «Toma de Lima» con movilizaciones a partir del 25 de febrero.

## Antecedentes

### Históricos

#### Marcha de los Cuatro Suyos
La «Segunda marcha de los Cuatro Suyos» toma su nombre de la Marcha de los Cuatro Suyos que fue convocada durante el régimen de Alberto Fujimori. En esa oportunidad, el 26, 27, 28 y 29 de julio del 2000, se llevó una movilización popular en Lima. El nombre de Cuatro Suyos se atribuye a la concentración de participantes de todos los «rincones» del país, convocados por el político Alejandro Toledo contra el entonces régimen de Fujimori, acusado de haberse reelegido por tercera vez en unas elecciones fraudulentas. La marcha tuvo como consecuencia el desgaste del fujimorato, el cual se derrumbaría definitivamente unos meses después.

### Inmediatos

#### Toma de Lima

##### Primera «Toma de Lima»
Una marcha denominada «Toma de Lima» o «10N» fue convocada el 20 de octubre por la Asamblea Nacional de los Pueblos (ANP), liderado por Marino Flores, para el 10 de noviembre en apoyo a Pedro Castillo ante las denuncias de corrupción en su contra exigiéndose, además, el cierre del congreso, la renuncia de la fiscal Patricia Benavides, quien abrió investigaciones al presidente por los presuntos casos de corrupción, y una nueva constitución en reemplazo a la constitución de 1993. La convocatoria contó con el apoyo de diversas organizaciones sindicales y sociales de izquierda como Nuevo Perú y Patria Roja.
Por el registro de visitas al despacho presidencial se supo que Marino Flores se reunió con Pedro Castillo el 7 de noviembre además se llegó a saber que Lourdes Huanca junto a Marino Flores, ambos promotores de la marcha, se reunieron con Luis Alberto Mendieta, Jefe del Gabinete Técnico de la Presidencia de la República por lo que se les acusó de ser probablemente portátiles. El 9 de noviembre, el Congreso de la República anunció que suspendían las sesiones ante la amenaza de hechos de violencia. El Ministerio del Interior invocó a quienes asistieran marcharan de forma pacífica un día antes.
La marcha inició a las 5 de la mañana. Entre los asistentes a la «Toma de Lima» estuvieron personajes como Lucía Alvites, Anahí Durand, Aníbal Stacio y Guillermo Bermejo. Perú Libre mandó militancia desde Junín para apoyar la marcha mientras que Antauro Humala rechazó una invitación de la ANP para participar. Durante el desarrollo de la manifestación se registraron algunos incidentes de violencia hacia la policía. Se supo, además, que diversos periodistas fueron agredidos y se informó que un grupo de manifestantes intentaron retener al equipo de prensa de Televisa.

##### Segunda «Toma de Lima»
Una segunda «Toma de Lima» fue convocada para el día 16 de noviembre de 2022. La convocatoria fue realizada por la Asamblea Nacional de los Pueblos (ANP) en emulación a la anterior. A pesar de la convocatoria, esta fue suspendida para el día de la llegada de la delegación de la Organización de Estados Americanos (OEA).

##### Tercera «Toma de Lima»
Una tercera «Toma de Lima» fue convocada para el día 7 de diciembre de 2022. Esta marcha fue convocada por la Asamblea Nacional de los Pueblos (ANP), el Frente Agrario Rural del Perú y el Frente Político Nacional para dar su apoyo a Pedro Castillo y buscar el cierre del congreso.

#### Intento de autogolpe de Estado
El 7 de diciembre de 2022, el entonces presidente del Perú, Pedro Castillo Terrones dirigió un intento de autogolpe de estado, sin embargo, sin apoyo de las fuerzas armadas y de la policía nacional, el autogolpe no surtió efecto y el mandatario fue vacado y arrestado. Desde entonces, múltiples simpatizantes castillitas, convocados con anterioridad para la tercera «Toma de Lima», iniciaron una serie de movilizaciones en la capital, con el objetivo de «tomar Lima». Estas movilizaciones, a partir del 10 de diciembre con la declaratoria del departamento de Apurímac en insurgencia popular, tomaron otro rumbo, miles de peruanos se plegaron a las protestas exigiendo la renuncia de la nueva presidenta Dina Boluarte y la inmediata realización de elecciones generales. El 25 de diciembre de 2022, terminó la primera etapa de las protestas nacionales bajo una tregua de fin de año.
El 4 de enero de 2023, las protestas en el país se reanudaron, cuyo epicentro fue el sur peruano por al menos los primeros 11 días. A partir del 16 de enero, múltiples organizaciones sociales y sindicales empezaron a preparar una nueva marcha de los cuatro suyos, conocida también como la Toma de Lima.

## Convocatoria

### Convocatoria a una nueva marcha de los cuatro suyos
Una de las acciones dentro del acuerdo de 28 de diciembre, por la Asamblea de la Macrorregión Sur (que formó la Coordinadora Macrroregional del Sur), es convocar a una nueva Marcha de los Cuatro Suyos en Lima. De hecho, aquello se gestó desde Puno organizaciones sociales y gremiales adaptaron ese nombre para la reunión del 28 de diciembre. Sin embargo, después de la reunión, no se acordó una fecha definida, en que el representante del frente de defensa de Arequipa insistió en su planificación. Días después, el plan se concretó para el 19 de enero a modo de paro nacional. Según Infobae (17 de enero), congregaría a protestantes desde los departamentos de Arequipa, Cusco, Puno, Ayacucho y Huancavelica. Según El Comercio (20 de enero), un informe de la policía identificó a 130 «actores», entre organizaciones y dirigentes.

### Convocatoria a un paro nacional
El 16 de enero la Confederación General de Trabajadores del Perú (CGTP), la Asamblea Nacional de los Pueblos (ANP), el Sindicato Unitario de Trabajadores en la Educación en el Perú (SUTEP) y otras organizaciones (mayormente de izquierda) convocaron a un paro nacional de 24 horas el día 19 de enero, en Huancayo, Arequipa, Chota, Ayacucho, Pasco y Ancash y otras regiones.

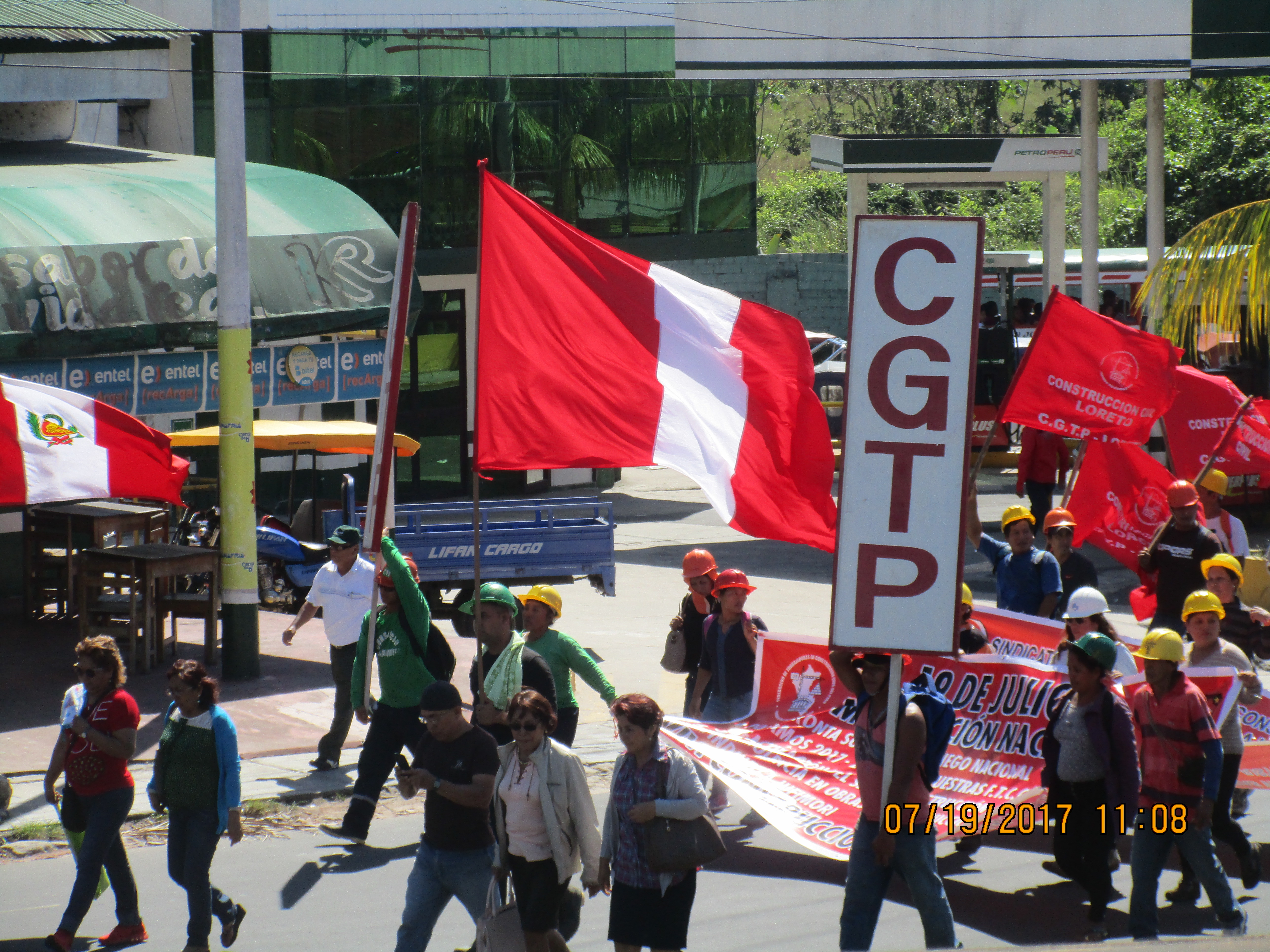
Miembros de la CGTP en 2017

El dirigente de la CGTP, Jerónimo López, en conferencia de prensa el 17 de enero, proclamó:
«Estamos convocando a un paro nacional, cívico y popular para el 19 de enero, considerando que tras la muerte de 50 personas en enfrentamientos, varias regiones del país están exigiendo democráticamente la renuncia de la señora Dina Boluarte, elecciones generales para el 2023, la convocatoria a un referéndum para que el pueblo se pronuncie respecto de convocar a una Asamblea Constituyente o continuar con la actual Constitución, y el cambio de la mesa directiva del Congreso»

## Acciones previas

### Estado de emergencia
El 15 de enero de 2023, el gobierno declaró en estado de emergencia por 30 días a los departamentos de Lima, Cuzco, Puno y en la provincia constitucional del Callao. Por su parte, unos días después, la presidenta Dina Boluarte declaró «sabemos que quieren tomar Lima por todo lo que está saliendo en las redes el 18 y 19, yo los llamo a tomar Lima, sí, pero en paz, en calma. Los espero en la casa de gobierno para poder dialogar sobre las agendas sociales que tienen».

### Caravanas rumbo a Lima
El 31 de diciembre de 2022, más de 1300 ronderos de Cajamarca confirmaron su participación en la «Toma de Lima».
El 15 de enero, centenares de personas provenientes de Andahuaylas iniciaron un viaje en caravana hacia la capital. Paralelamente grupos de Amazonas y Cajamarca llegaron a Lima. El 16 de enero, universitarios y pobladores del Cuzco emprendieron viaje, llevando alimentos no perecibles y bebidas. Al menos, 1000 comuneros de Huancané llegaron a Juliaca (Puno) y anunciaron su partida, medida tomada por los incidentes del 9 de enero.
El mismo día, en el kilómetro 31 de la carretera Libertadores-Huari, distrito de Humay (Pisco), una caravana de aproximadamente 300 manifestantes provenientes de Ayacucho y Andahuaylas fue interceptada y detenida por un grupo de efectivos policiales, algunos choferes incumplían los permisos necesarios para circular, a pesar de ello, fueron liberados y la caravana continuó su viaje. Los manifestantes señalaron que eran la primera caravana y que «muchos más» estaban en camino.
El 17 de enero, un numeroso grupo de aymaras llegaron a Ilave y anunciaron su viaje a Lima, en un principio se estimó que los que viajarían serían 10.000 aymaras. Por otro lado, un grupo de aproximadamente 500 puneños que viajaban en minivans, autos y en el bus de la cantante Yarita Lizeth, por su paso en Arequipa, recibieron múltiples productos de comerciantes de los mercados Señor de Huanca y de la Asociación de Comerciantes Mayoristas. Paralelamente otras delegaciones puneñas, llegaron a la ciudad de Puno para continuar su viaje a la capital. En la noche de este día, llegaron a Lima las primeras delegaciones de Apurímac, Ayacucho, Puno, Cuzco. y Lambayeque.
El 18 de enero, manifestantes de Puerto Maldonado (Madre de Dios) dieron una tregua de 24 horas en su ciudad y anunciaron su viaje a la capital. Un grupo de manifestantes provenientes de la comunidad de Paucartambo, llegaron a Cerro de Pasco y anunciaron su viaje a Lima. En Apurimac, 4 camiones con manifestantes de la provincia de Antabamba partieron a Lima, con ello se unieron a las provincias de Andahuaylas, Chincheros, Abancay, Cotabambas en haber enviado manifestantes a la capital, todos estos civiles fueron denominados como "El Batallón Apurímac". Mientras que en Arequipa, se anunció el viaje de más de 600 manifestantes.
Por el lado del gobierno, la Policía Nacional inició un operativo en el peaje de Pucusana de la Panamericana Sur, con el fin de verificar si algunos de los manifestantes que parten hacia la capital, cuentan con requisitorias u objetos que puedan ser usados como armas.
Todas las unidades no pudieron llegar para el día acordado, sin embargo si estuvieron presentes en futuras marchas. También otras delegaciones se sumaron a los viajes, como por ejemplo, manifestantes de Tacna, Huancavelica y Piura.

### Cooperación de las universidades de la capital

#### UNMSM
En la noche del 17 de enero, un grupo de aproximadamente 30 universitarios pertenecientes a la Federación Universitaria San Marcos (FUSM) tomaron las instalaciones de la puerta 3 de la Universidad Nacional Mayor de San Marcos (UNMSM), y ofrecieron alojamiento a los manifestantes provenientes del sur para la marcha sobre Lima. La FUSM proclamó:
«Desde la Federación Universitaria de San Marcos denunciamos la brutal represión, persecución y masacre contra el pueblo por parte del Estado peruano. Asimismo, exigimos una nueva Constitución mediante la convocatoria inmediata a una asamblea constituyente con participación popular y plena libertad política como parte de la lucha por la democratización de la sociedad peruana, en la que se restituyan y amplíen los derechos fundamentales del pueblo»
La toma había sido previamente anunciada el 15 de diciembre de 2022, en forma de protesta por los entonces fallecidos en Apurímac y Ayacucho, y apoyo a la toma de la Universidad Nacional de Cajamarca efectuada tres días antes.
Al poco tiempo, recibieron a dos buses provenientes de distintas regiones, aproximadamente 300 manifestantes de Canchis (Cuzco) fueron los primeros en ingresar a la casa de estudios. En las horas siguientes recibieron a otros buses repletos de víveres y manifestantes, albergando a más de 400 manifestantes en el centro universitario. Un estudiante que actuó como vocero respondió a una periodista de Panamericana Televisión que «ha sido justamente en solidaria articulación con las luchas políticas que viene emprendiendo el pueblo peruano a nivel nacional». Además, recibieron donaciones de gran cantidad de alimentos y bebidas.
El 18 de enero, la congresista Sigrid Bazán llegó a la universidad y conversó con algunos estudiantes. Indira Huilca donó alimentos a los manifestantes. Por su parte, la rectora Jeri Ramón Ruffner condenó la toma y declaró: «estamos en estado de emergencia. No se puede tomar los locales públicos como la Decana de América donde está el centro de la cultura». Sin embargo, tras la instalación de una mesa de diálogo, se llegó al acuerdo de que los manifestantes deberían abandonar el campus a más tardar el día 19 de enero, siempre y cuando no dañen las instalaciones. De esta forma, el campus de la puerta 3 se volvió un importante bastión para los manifestantes en Lima.

#### UNI
El 18 de enero, en la Universidad Nacional de Ingeniería (UNI) por petición del presidente de la Asociación de Centros de Estudiantes de la UNI (ACUNI), Leandro Gámez, y acuerdo del consejo universitario encabezado por el rector Pablo Alfonso López, se aprobó recibir a los manifestantes provenientes de las distintas regiones del país, sin embargo, solo a delegaciones integradas por representantes estudiantiles. El rector dio la bienvenida a los primeros universitarios mediante el siguiente mensaje:
«No puede haber un país con solo ciudadanos de derecha, no puede haber un país con solo ciudadanos de izquierda. No puede haber un país con solo empresarios y sin trabajadores. Esta es su casa, cuídenla, eviten infiltrados»
Durante las siguientes horas y días, la UNI recibió a 41 estudiantes de la Universidad Nacional de San Antonio Abad del Cusco (UNSAAC), universitarios de Puno, cerca de 30 estudiantes de la Universidad Nacional del Centro del Perú (UNCP), y de otras universidades nacionales.
Según el abogado Branko Yvancovich experto en derecho penal, «el rector de la UNI cumplió con el rol social que encarna una universidad, de manera que no podría responder como instigador bajo ninguna circunstancia». En mayo de 2023, se identificó que la universidad acogió a 191 personas, pero que la mitad no era universitaria.

## Desarrollo de los eventos

### El paro nacional del 19 de enero
El denominado «paro nacional, cívico y popular» se aplicó al 38 % de las provincias que conforman el país. Tuvo como consecuencia 127 puntos en carreteras bloqueadas (el punto más alto durante las protestas), en 18 regiones; Piura, Amazonas, Cajamarca, La Libertad, Ancash, Ucayali, Huánuco, Junín, Huancavelica, Ica, Ayacucho, Apurímac, Cusco, Puno, Arequipa, Madre de Dios, Moquegua y Tacna.
En Ica, se registraron bloqueos en la Panamericana Sur en los kilómetros 290, 299 y 318, mientras que en Pisco se bloqueo el punto 228. En el norte peruano, ciudades como Trujillo, Chiclayo, Piura, y Virú se movilizaron en apoyo al paro. En la carretera central se bloqueó el sector de Quebrada Honda, y a la altura de La Oroya, también se bloqueo el puente La Breña en Huancayo y se reportaron movilizaciones en dicha ciudad, sin embargo, horas después todos los puntos bloqueados mencionados fueron liberados por los mismos manifestantes. En las principales calles de Iquitos (Loreto) decenas de manifestantes mostraron su apoyo al paro. La ciudad de Abancay se paralizó totalmente y varias calles mostraron bloqueos. La Panamericana norte fue bloqueada en varios puntos. En la serranía, se confirmaron 6 puntos de bloqueo: Huamachuco-Callayucan, Sausacocha-Huamachuco, sector La Cuchilla, desvío Curgos, Shorey-Otuzco y el desvío Otuzco-Trujillo. El alcalde de Trujillo y la alcaldesa de Chiclayo pidieron la renuncia de la presidenta.
En Arequipa, miles de personas acataron el paro nacional, por la tarde, se concentraron en los alrededores del aeropuerto Rodríguez Ballón, más de 40 personas lograron pasar la valla metálica perimetral y tomaron parte de las instalaciones, destruyendo parte de la infraestructura, incluido postes y antenas, minutos después, gran contingente policial y militar ingresaron al aeropuerto expulsando a los vándalos, aproximadamente 200 de estos últimos no se rindieron y siguieron atacando a las fuerzas del orden. Horas más tarde, por nuevos enfrentamientos en el puente Añashuayco, 1 manifestante falleció y 18 personas resultaron heridas (14 civiles y 4 policías). Además, 5 puntos de tránsito fueron bloqueados por manifestantes.
En Áncash, desde la madrugada, decenas de manifestantes bloquearon el puente Parco, vía de comunicación entre Huaraz y Lima. En la tarde 200 manifestantes lanzaron piedras y palos a la Notaría Otárola, propiedad del hermano del primer ministro Alberto Otárola, tras lo cual fueron dispersados por bombas lacrimógenas lanzados por la PNP. En dicho contexto, un comandante de la PNP conversó y pidió paz a los manifestantes.
En Cuzco, cerca de 1000 comuneros intentaron tomar el aeropuerto Velasco Alejandro Velasco Astete por el barrio antiguo de San Sebastián y a la altura de la vía Expresa, los enfrentamientos dejaron 12 personas detenidas y 13 heridos (12 civiles y 1 policía).
En Juliaca (Puno), otro grupo de personas intentaron tomar el aeropuerto Inca Manco Cápac, la policía disperso a los manifestantes lanzando bombas lacrimógenas desde helicópteros, 6 civiles y 6 policías resultaron heridos (uno de ellos por explosivos). Además, tanques y una tropa del ejército peruano llegaron a resguardar la zona del distrito de Pomata (Puno). En el municipio peruano de Desaguadero, cuatro haitianos fallecieron producto de los bloqueos.
Se reportaron 16 ataques a la prensa el 19 de enero, además que se bloqueó el acceso al canal estatal TV Perú. El gobierno declaró en estado de emergencia a los departamentos de Amazonas, Tacna y La Libertad. Según un informe de la defensoría del pueblo, al medio día, se registraron movilizaciones en 20 provincias y la paralización total de actividades en 7; Huaraz, Arequipa, Abancay, Barranca, Mariscal Nieto, San Román y Tacna. En la ciudad de Ica, durante la noche, hubo una serie de enfrentamientos que terminaron con 7 detenidos.

#### La nueva «Toma de Lima»
El jefe de la Región Policial Lima, general PNP Víctor Zanabri, anunció públicamente el despliegue de 11 800 policías, además de 120 camionetas y 49 vehículos militares solo en Lima; sin embargo, minimizó el impacto de las manifestaciones, estimó que no pasarían los 2 mil manifestantes. Adicionalmente, profesionales realizaron la protección de monumentos históricos por seguridad, se cerraron temporalmente las zonas comerciales y se desplegaron tanquetas por las calles. Por último, se enrejaron las instalaciones del Congreso y el Ministerio Público. A tempranas horas del día, los representantes de las delegaciones de Huánuco, Ancash, Lambayeque, Tacna, La Libertad, Moquegua, Apurímac, el Vraem, Arequipa, Loreto, Cajamarca y Junín, en conferencia de prensa para medios extranjeros, señalaron que «se encuentran en un momento histórico, que significa un hito para la lucha popular».

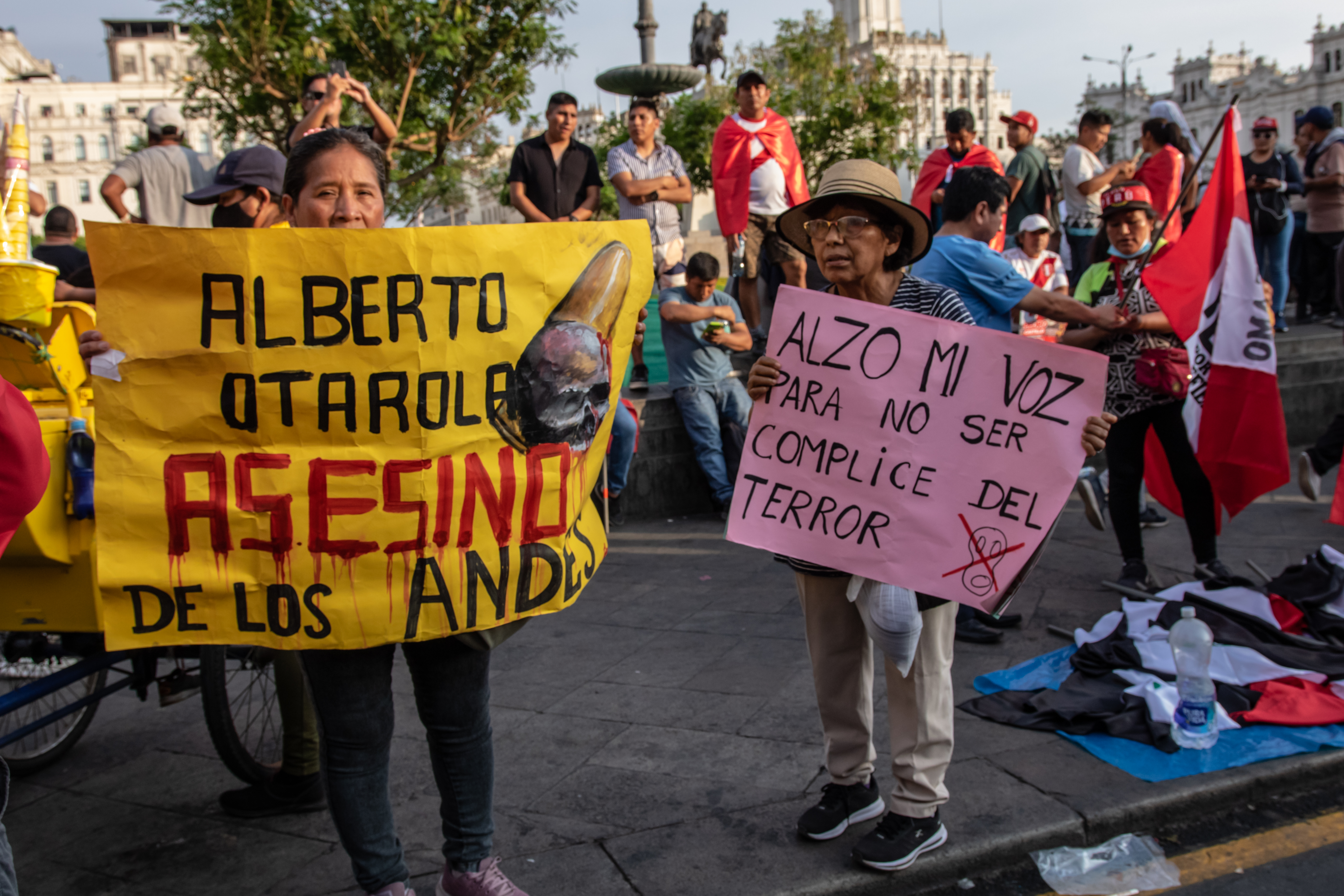
Manifestantes en Lima

Al medio día, cientos de manifestantes empezaron a salir de la Universidad Nacional Mayor de San Marcos y de la Universidad Nacional de Ingeniería, unificándose con otros grupos de manifestantes. Según menciona la entonces defensora del pueblo, Eliana Revollar, entre 6000 y 7000 mil manifestantes se concentraron en el centro de Lima y se desplegaron a varios puntos de la capital, entre ellos la Plaza 2 de mayo, la Plaza San Martín y el Campo de Marte, con el objetivo de llegar al Congreso de la República. Si bien las marchas fueron en un principio pacíficas, según el gerente de Seguridad Ciudadana de la capital, los primeros enfrentamientos se dieron en el parque universitario. un contingente de los manifestantes tomaron la avenida Nicolás de Piérola y tras un violento enfrentamiento con la PNP, invadieron la avenida Abancay, siendo expulsados por más efectivos policiales poco después. Se produjeron otros enfrentamientos en el distrito residencial de San Isidro y en el Paseo de los Héroes Navales. Finalmente, otro grupo de manifestantes se reunieron en el parque Kennedy, en Miraflores y recorrieron las calles de Jesús María, Lince y San Isidro pacíficamente, sin embargo, poco después la policía los dispersó con bombas lacrimógenas. Junto a la policía y personas en contra de las protestas, se encontró al grupo de extrema derecha La Resistencia, en que una cantidad reducida de integrantes intentaron atacar a un periodista que cubría las protestas y realizar vandalismo. Los enfrentamientos dejaron como saldo 22 policías y 16 civiles heridos. Además de 40 detenidos.

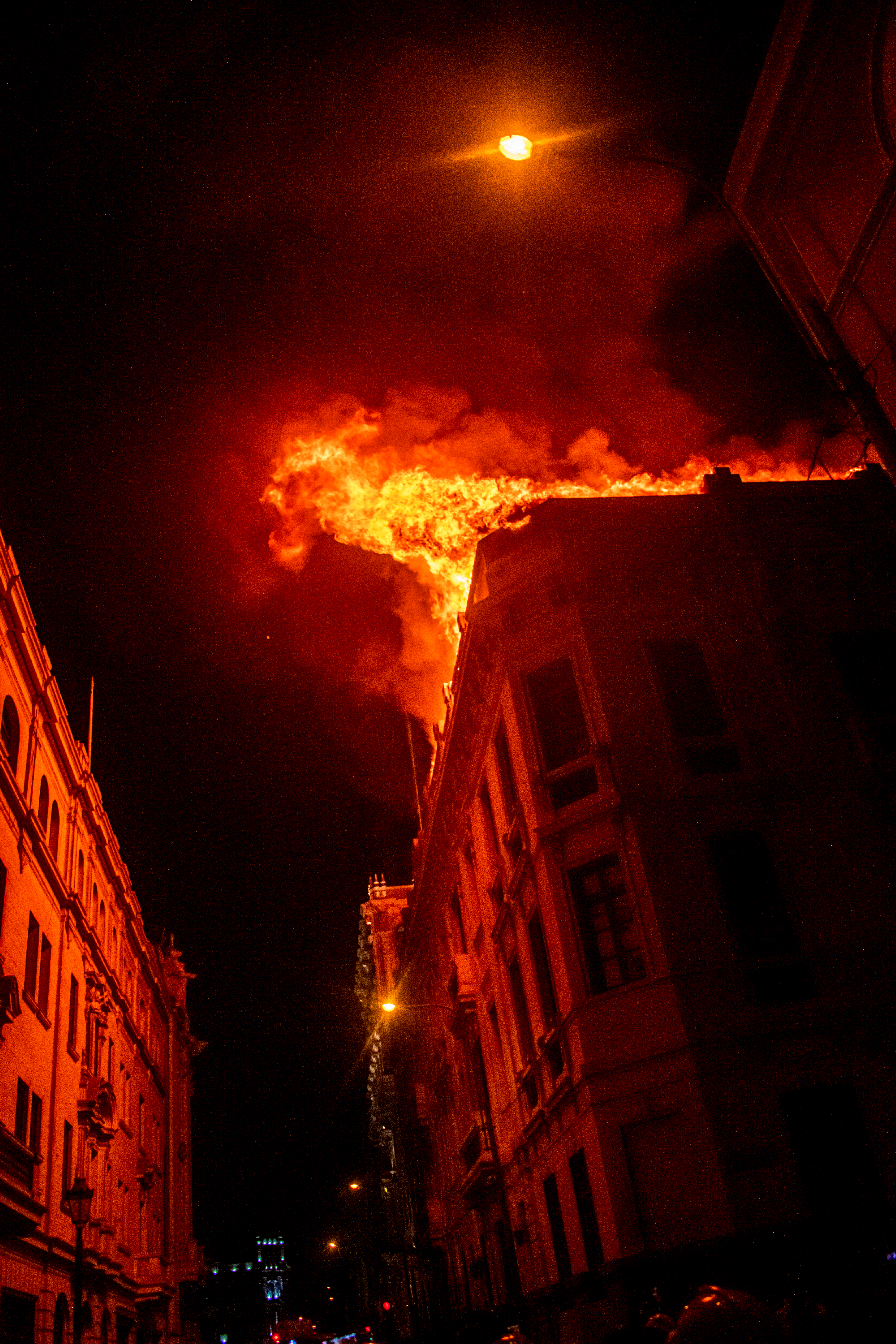
La casa Marcionelli, edificio histórico, sufrió un incendio durante el paro nacional del 19 de enero.

Para la noche de ese día, se reportó un incendio en un inmueble a una cuadra de la plaza San Martín, los bomberos acudieron de inmediato a apagar el incendio. Por el lado económico, según Roberto Pérez, gerente de Servicios a la Ciudad de la Municipalidad Metropolitana de Lima, se perdieron 800 mil soles de daños a la infraestructura del centro de Lima solo en este día. Además se informó que la capital acabó con 39 toneladas de escombros. Una facción de manifestantes usaron bloques de concreto para atacar a la policía. En esta oportunidad, la policía no uso armas de fuego y la estrategia para controlar las manifestaciones no fue la misma que en oportunidades anteriores, y lo registrado en el sur y norte del país.

Protestas en Lima durante el paro nacional del 19 de enero.
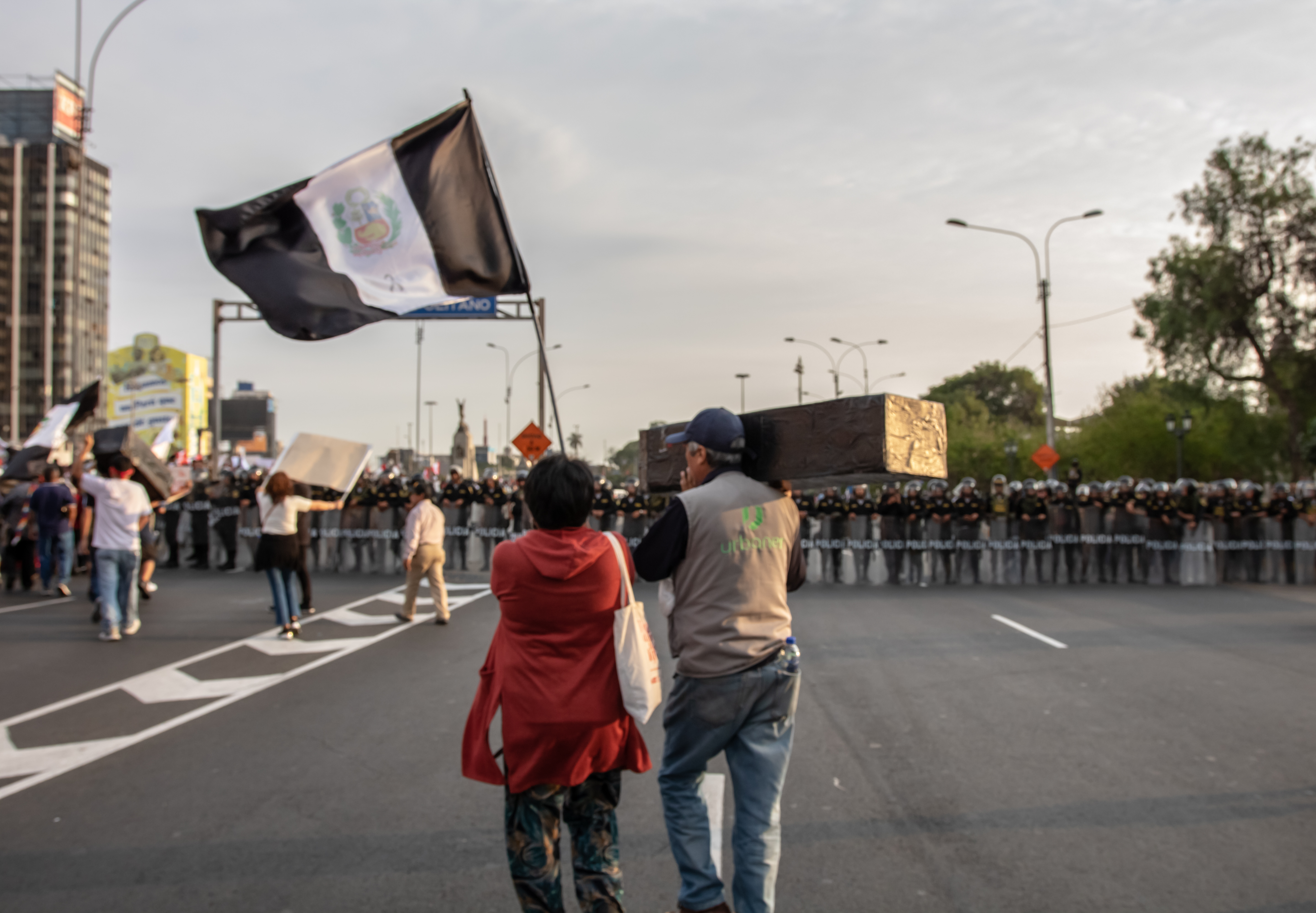
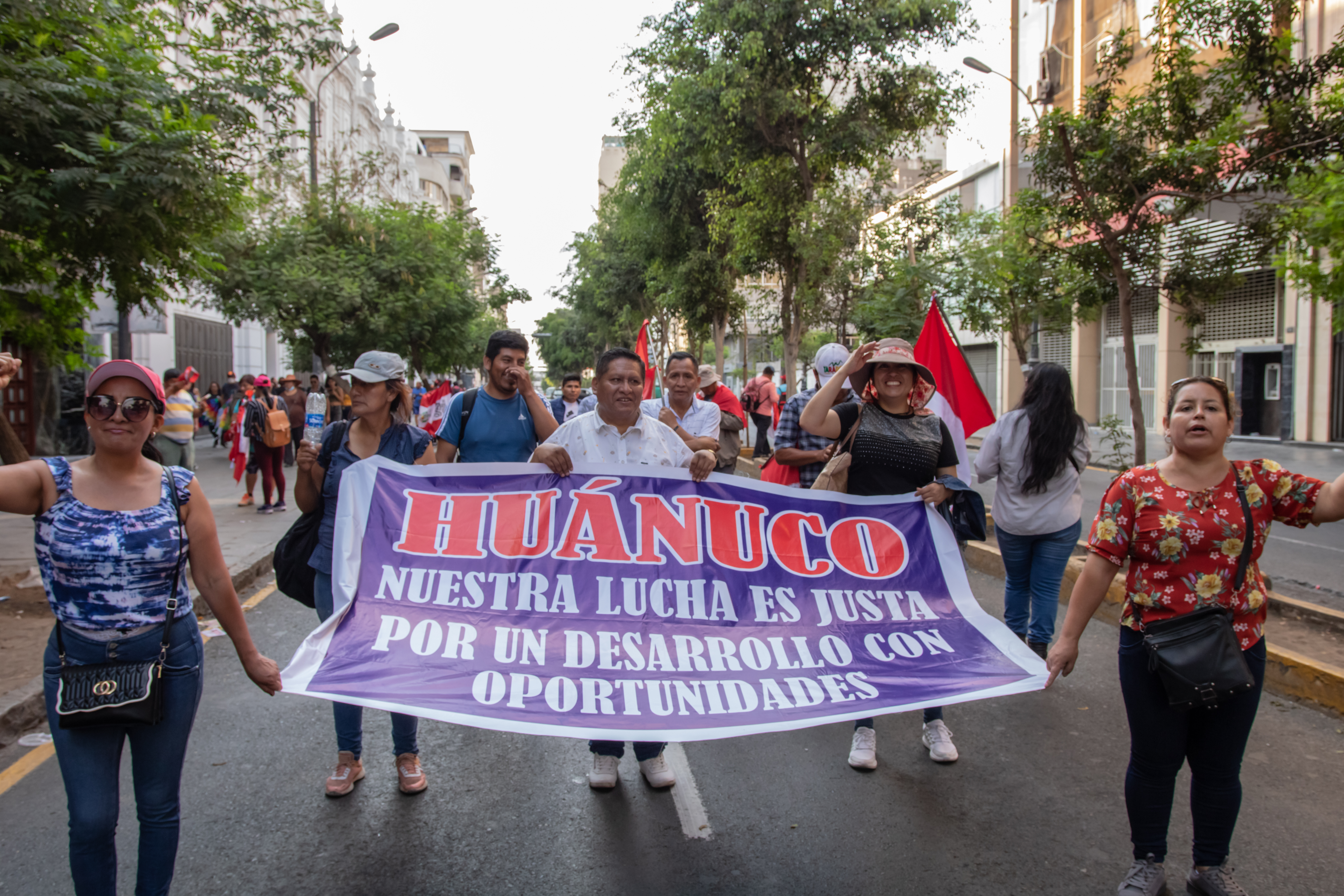
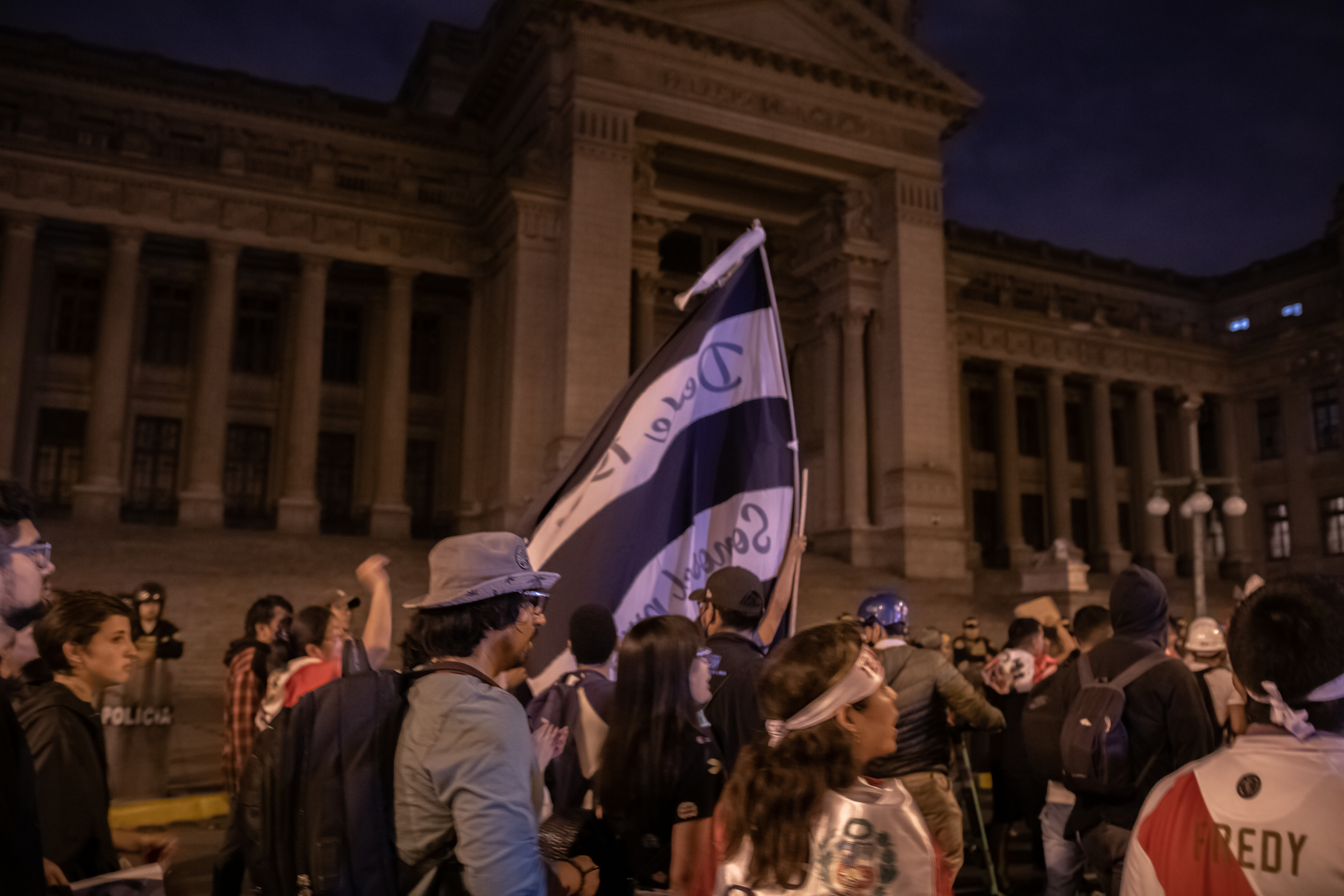

#### Mensaje a la nación
Cerca de las nueve de la noche, hora local, Boluarte declaró un mensaje a la Nación. Sostuvo que «los actos de violencia generados a lo largo de estos días, no quedarán impunes. El gobierno actuará dentro del marco de la constitución y las leyes de manera estricta y firme».

### Convulsión social y crisis nacional
Desde tempranas horas del 20 de enero, un contingente policial vigiló la puerta 3 de la Universidad Nacional Mayor de San Marcos y el ingreso de la Universidad Nacional de Ingeniería, impidiendo el ingreso de varias personas a los centros universitarios. Se reportaron 106 puntos con tránsito interrumpido en 12 regiones involucradas.
La policía inició con el desbloqueo de la Panamericana Norte, especialmente en los kilómetros 500 y 540 en Chao, provincia de Virú (La Libertad), ocurrieron violentos enfrentamientos entre los agentes y los manifestantes quienes arrojaron todo tipo de objetos contundentes. Al medio día, el primer y segundo punto fueron desbloqueados, y decenas de camiones y vehículos que se encontraban varados, empezaron a continuar su viaje. Se registraron 2 civiles muertos. Durante la noche, los manifestantes recuperaron el control de los puntos desbloqueados, sin embargo fueron expulsados nuevamente por la PNP y militares al día siguiente.
En Arequipa, se intento nuevamente tomar el aeropuerto Rodríguez Ballón, provocándose un enfrentamiento entre las fuerzas armadas y los manifestantes. que continuo en el puente Añashuayco, dejando 3 heridos. En Cuzco, un grupo de vándalos ingresaron por tercera vez a la mina de Antapaccay exigiendo el cese inmediato de sus operaciones en apoyo a las manifestaciones cuzqueñas, ante la negativa, saquearon e incendiaron sus instalaciones. Se informó además, que más de 3000 puestos laborales se encuentran en peligro debido a la paralización de la mina. Algunos enfrentamientos sucedieron en las calles de la ciudad imperial, quedó registrado en vídeo como numerosos efectivos policiales acorralaron y golpearon a un manifestante.
En Lima, nuevamente un numeroso grupo de manifestantes se concentraron en la plaza San Martín, la plaza Dos de Mayo, y el parque universitario. De estos puntos se distribuyeron a la avenida Alfonso Ugarte para protestar frente al Palacio de Justicia, e intentaron llegar a la avenida Abancay. Iniciándose los enfrentamientos con la PNP en la avenida Nicolás de Piérola y en el Cercado de Lima, la policía consiguió dispersarlos con bombas lacrimógenas. En los enfrentamientos, un periodista de La República sufrió un ataque por parte de los manifestantes, mientras que las bombas lacrimógenas lanzadas por la PNP, afectaron incluso al hospital Almenara Irigoyen.

#### Tensión en Puno
Un grupo de vándalos incendiaron la comisaría de Zepita, debido a que ningún policía se encontraba en el puesto, en su lugar, se habían replegado al puesto policial de Pomata. Se saqueó e incendió el local del Centro Binacional de Atención en Frontera (CEBAF). Otro grupo intento tomar la comisaría de Desaguadero en la frontera con Bolivia, mientras que 1500 manifestantes asediaron la comisaría de Ilave por casi todo el día luego de un intercambio de insultos con los efectivos policiales, en ambos casos la policía pudo repeler los ataques. En prevención, la comisaría de Huancané fue abandonada y sus efectivos se resguardaron en el cuartel militar de la ciudad, así mismo, otros locales han decidido cerrar. Se reportó 9 civiles y 4 policías heridos, y 1 aimara muerto. Durante la noche, varios manifestantes se acercaron al cuartel militar Pachacútec de Ilave y conversaron con el comandante a cargo, este último apaciguó a la población y manifestó «Si empeoran las cosas, yo voy a salir, pero no contra ustedes, simplemente a traerlos acá». Horas más tarde, los policías de la comisaría de Ilave abandonaron su puesto y se concentraron en el cuartel militar.
La Defensoría del Pueblo instó a la ciudadanía de Ilave a «mantener la calma y el orden durante protestas y alejarse de las inmediaciones de las comisarías», y a los policías a evitar el «uso desproporcionado de la fuerza».
Al día siguiente, los manifestantes incendiaron la comisaría de Ilave y la sede de control de aduanas de Ojherani. Se informó que 12 personas están detenidas en el cuartel militar Pachacútec, durante la tarde un helicóptero aterrizo en sus instalaciones y se llevó a 5 de los detenidos a la Dirincri de Puno. Decenas de manifestantes llegaron a los exteriores del cuartel y protestaron por los detenidos, el comandante a cargo, nuevamente apaciguó la situación. Ningún medio de comunicación de Lima cubrió los acontecimientos. 

### Intervención policial a San Marcos
El 21 de enero la rectora de la universidad Jeri Ramón denunció vandalismo dentro de sus instalaciones. En ese momento, una tanqueta de la Policía Nacional del Perú destruyó la puerta N.º 3 de la ciudad universitaria para proceder con la intervención, 563 efectivos policiales ingresaron, previamente habían lanzado bombas lacrimógenas. Un efectivo difundió a la redes sociales la frase «se cumplió, detenido estos terroristas, reventamos San Marcos», en que otras quince personas amenazaron a los manifestantes con la detención por percibir una supuesta amenaza terrorista. Se registró, gritos de parte de una policía hacia una manifestante de Huancavelica.

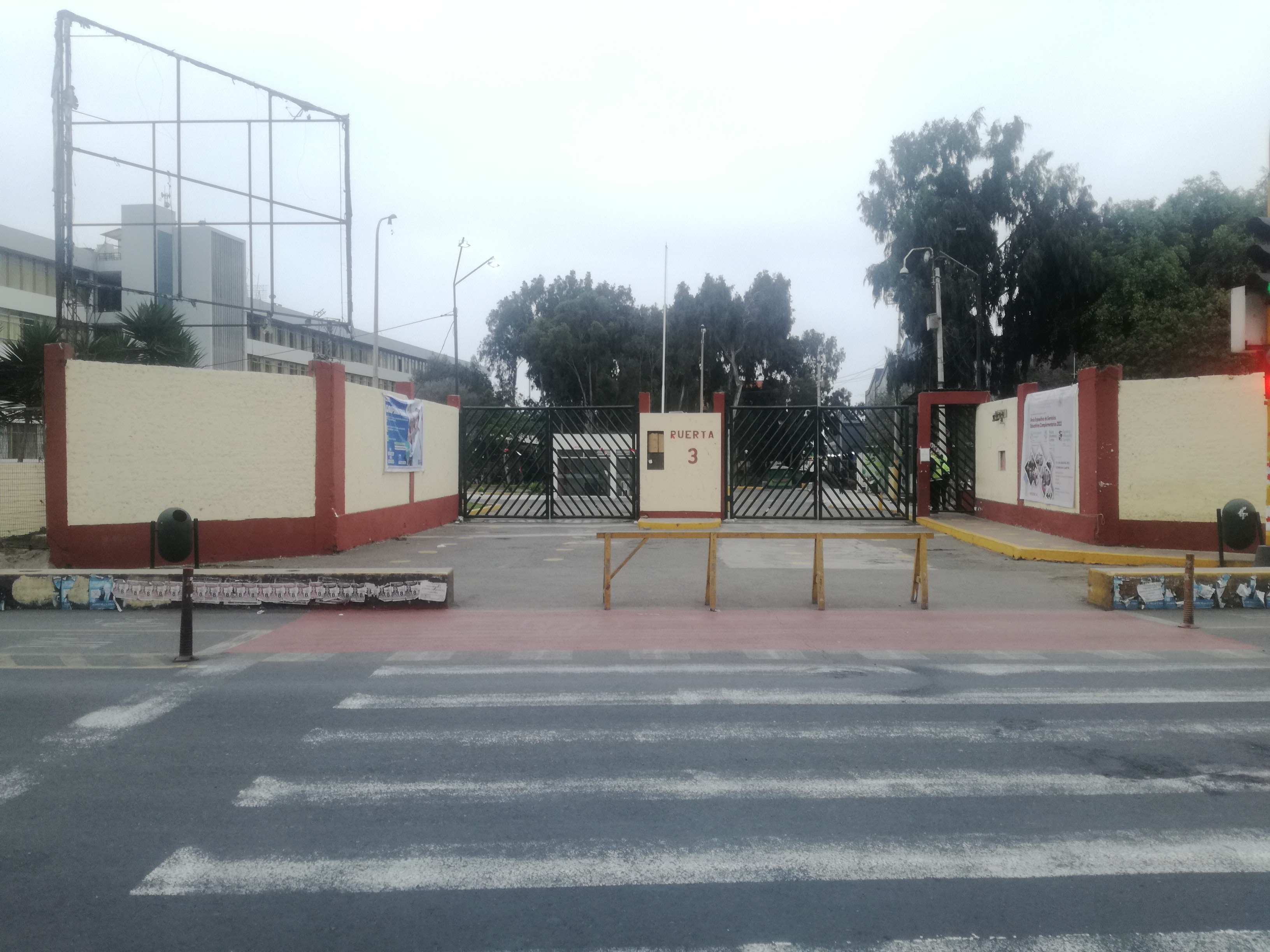
La puerta N.º 3 de la Universidad San Marcos.

Según el Ministerio Público, se intervinieron a 205 personas, entre ellas, a una reportera de Puno. Sin embargo, fiscales de prevención del delito ingresaron fuera de tiempo, en que la propia Fiscalía confirmó tal ausencia durante el asedio de la policía. Para la intervención policial, se incorporaron además, múltiples vehículos policiales y un helicóptero de apoyo que sobrevoló la zona durante toda la operación. Luego del operativo, un grupo de docentes y universitarios de la San Marcos, pidió la renuncia de la rectora Jeri Ramón, esta última declaró que no abandonaría su cargo. Además se denunció, que un grupo de mujeres intervenidas, fueron obligadas a desnudarse por la PNP.
Paralelamente, camiones militares de la Marina de Guerra del Perú y de la policía nacional repletas de soldados, se posicionaron en los exteriores de la puerta de la Universidad Nacional de Ingeniería, sin embargo el ministro del interior, Vicente Romero, negó alguna clase de intervención al centro universitario, horas más tarde los portatropas se retiraron.
Todos los detenidos en la UNMSM fueron trasladados a la Prefectura de Lima, desde donde la policía nacional distribuyo a 102 detenidos a la Dirincri y 91 a la Dircote. Luego de 12 horas de detención, finalmente la policía inició con la toma de declaraciones. Durante la tarde, decenas de manifestantes llegaron a los exteriores de la prefectura y hubo algunos incidentes. Luego de varias horas dentro de la Prefectura, la Fiscalía ordenó la liberación de las 192 personas restantes.

### Convocatorias a nuevas marchas
En Urubamba, el dirigente Rido Alex anunció, tras una reunión con otros dirigentes, la realización de una Tercera marcha de los Cuatro Suyos en Cusco con la subsecuente toma de las ruinas de Machu Picchu por parte de los manifestantes.
Según La República, se convocó una nueva marcha para el 24 de enero por CGTP y colectivos universitarios. Esta lleva el nombre de Gran Marcha Nacional. No obstante, medios como Panamericana permanecieron el nombre de Toma de Lima. En ese momento, otras personas de zonas aledañas participaron en las movilizaciones, además que se buscaron estrategias para mitigar los gases lacrimógenos. Para el 28 de enero, no se reportaron ingresos hacia el Congreso de la República.
Para el 31 de enero, tanto la Confederación General de Trabajadores del Perú (CGTP) y la Asamblea Nacional de los Pueblos (ANP) convocaron a nuevas marchas sin el nombre de Cuatro Suyos. El 4 de febrero de 2023, se llevó a cabo otra gran movilización en la capital, bajo el nombre de «marcha de los conos de Lima», en esta oportunidad participaron pobladores de los sectores de Lima Norte, Lima Sur y Lima Este.

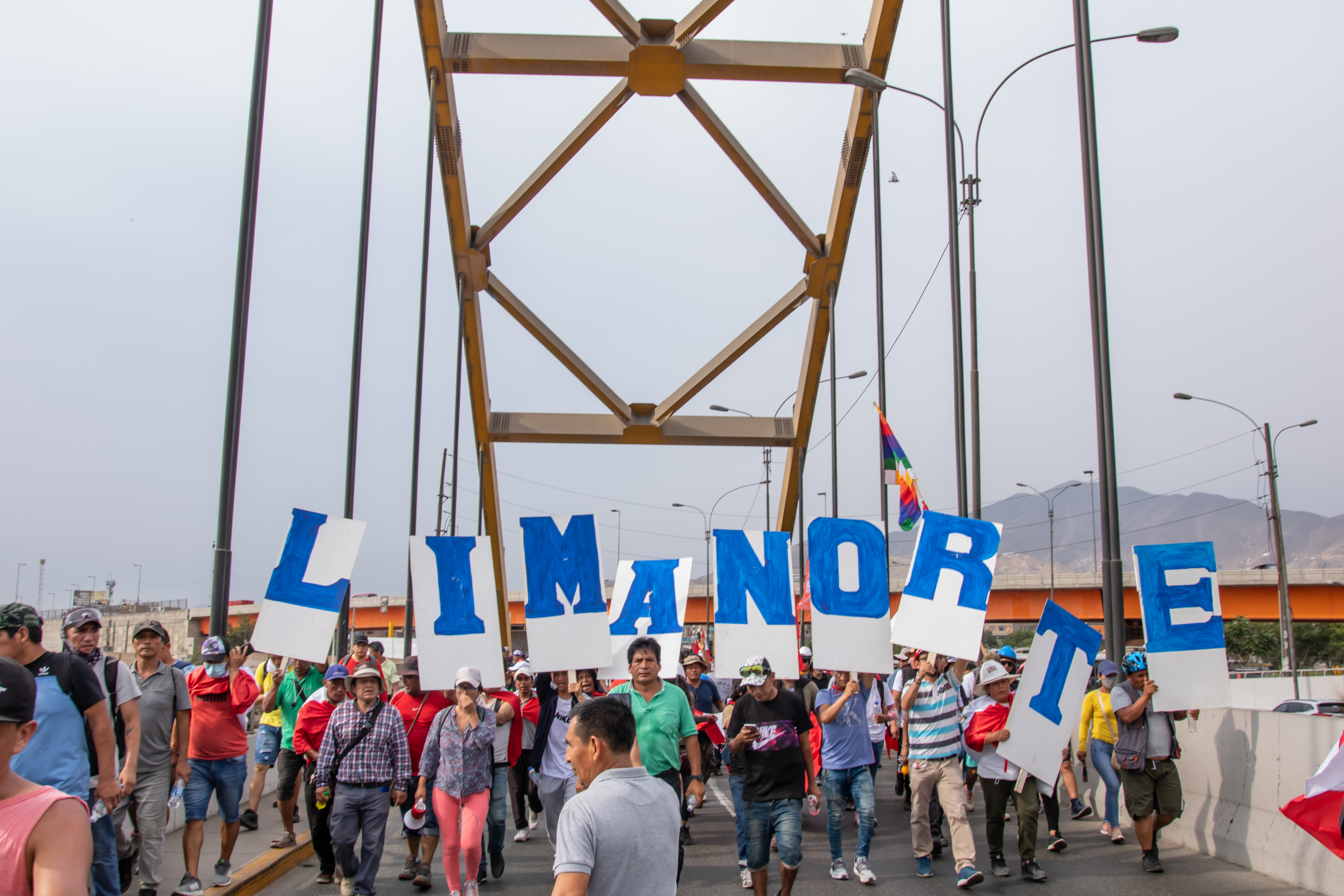
Marcha de los conos de Lima

Según la División de Seguridad de Penales de la Policía Nacional, el nombre «Toma de Lima» fue reutilizado para nuevas convocatorias a finales de febrero de ese año a cargo del Frente de Defensa de los Recursos Naturales de la Zona Sur de Puno.

## Reacciones
La prensa de Lima calificó de «vándalos» tras los acontecimientos de violencia. Verónica Linares, presentadora de América noticias, recordó a Pedro Castillo por incentivar los acontecimientos de violencia. Pamela Vértiz, conductora de Día D, pidió separar los reclamos justos de las actividades de vandalismo. Personalidades de entretenimiento como Melissa Paredes, Magaly Medina y Mónica Cabrejos también reaccionaron en contra los de actos violentos en las marchas.
Con la intervención de la policía en la UNMSM, la Oficina de Alto Comisionado de la ONU, Amnistía Internacional y la CIDH expresaron su preocupación por la detención de sus manifestantes. Incluso Transparencia solicitó información sobre el tratamiento de los hechos. No obstante, la expresidente del Congreso María del Carmen Alva apoyó a la intervención contra la «insania subversiva y la delincuencia».

### Declaración de «fracaso» por el oficialismo
En una entrevista al dominical Panorama, el 22 de enero, el ministro del Interior Vicente Romero calificó a la nueva marcha de los Cuatro Suyos de «fracaso».

### Comentarios de políticos
- Yonhy Lescano manifestó «ustedes son los verdaderos representantes de los millones de peruanos, de sus necesidades y reclamos».[267]
- Antauro Humala declaró «yo ya di mi cuota. Mis etnocaceristas están en las protestas. El pueblo que proteste. Yo ya protesté y estoy apoyando con ideología y con ideas».[268]
- Héctor Béjar declaró «ya estamos en un proceso destituyente del antiguo sistema y constituyente de uno nuevo».[269]
- El congresista Jorge Montoya declaró que venía recibiendo amenazas de muerte por manifestantes dentro de la UNMSM y pidió a sus colegas no azuzar a la población.[270]
- El presidente del congreso, José Williams declaró «los congresistas que conscientemente votaron por el adelanto de elecciones deben ratificarlo».[271]
- La congresista Sigrid Bazán manifestó «creo que el señor Otárola es el primer de Lima, no es un premier para el país, porque ha mandado a salvaguardar Lima a costa de balas y de muerte y de violencia».[272]

### Medidas contra las protestas en el centro histórico de Lima
El alcalde de Lima Rafael López Aliaga apoyó activamente a la policía y los bomberos ante los sucesos en la capital. El 30 de enero de 2023, tras percibir sucesos de violencia posteriores, anunció un proyecto de ordenanza al Concejo Metropolitano para prohibir las manifestaciones en el centro histórico de la ciudad, que establece la declaración de «sitio intangible».
El 10 de febrero de 2023, el Consejo Metropolitano acordó declarar zona intangible al Centro Histórico de Lima, con lo cual quedan prohibidas manifestaciones y concentraciones masivas en 10.32km² de la zona. Los lugares "intangibles" son los siguientes:
- Av. Alfonso Ugarte
- Vía de Evitamiento
- Los jirones El Águila y Cecilia del Risco
- Av. Prolongación Tacna
- Av. Alcázar
- Av. Plácido Jiménez
- Calle París
- Av. Nicolás Ayllón.
- Vía Expresa Grau
- El Paseo de la República
- Av. 28 de julio
- Av. Guzmán Blanco
- Avenidas Brasil y Arica

Dentro de estos espacios, se encuentran Palacio de Gobierno, Palacio Municipal, Plaza San Martín, Plaza Bolívar, Plaza 2 de mayo, Plaza Ramón Castilla, Congreso de la República, Alameda de los Descalzos, los hospitales Almenara, María Auxiliadora y Arzobispo Loayza, el instituto Superior Tecnológico José Pardo y el cuartel militar Barbones.